# Acanthogonatus peniasco
Acanthogonatus peniasco Goloboff, 1995 è un ragno appartenente alla famiglia Nemesiidae.

## Etimologia
Il nome proprio della specie deriva dalla località cilena di rinvenimento.

## Caratteristiche
L'esemplare maschile ha lunghezza totale 15,27 mm; il cefalotorace è lungo 6,56 mm.

## Distribuzione
La specie è stata reperita in Cile: l'olotipo femminile è stato rinvenuto presso El Penasco, località a 25 chilometri da Linares, nella regione cilena del Maule

## Tassonomia
Al 2013 non sono note sottospecie e dal 1995 non sono stati esaminati nuovi esemplari.